# Bűnösség
A bűnösség büntetőjogi fogalom, amely kifejezi a bűncselekmény alanyának az elkövetési magatartáshoz és annak következményeihez való tudat, akarati-érzelmi viszonyát. 
A bűnösség kategóriái a szándékosság és a gondatlanság. Ha az elkövető tekintetében sem szándékosság, sem gondatlanság nem állapítható meg, úgy a bűnösség kizárt.
- Szándékosság: olyan magatartás, melynek következményeit tanúsítója kívánja, vagy e következményekbe belenyugszik.
- Gondatlanság: olyan magatartás, melynek lehetséges következményeit tanúsítója előre látja, de könnyelműen bízik azok elmaradásában, vagy a következményeket azért nem látja előre, mert a tőle elvárható figyelmet vagy körültekintést elmulasztja.

## Története
A legkorábbi forrásokban a bűnösséget egyáltalán nem vizsgálták, a tényállás megvalósítása automatikusan maga után vonta a szankciót.
Ezen változtatott a római jog tudománya, mely gondosan kimunkálta a szándék (dolus) és a gondatlanság (culpa) fogalmait. A 19. századtól aztán a bűnösség fogalom központi elemévé vált a két fogalom.

## A szándékosság felosztása
- Egyenes szándék (dolus directus), amelyet a magatartás következményeinek kívánása jellemez.
- Eshetőleges szándék (dolus eventualis), amelyet a magatartás következményeibe való belenyugvás jellemez.

Az egyenes és az eshetőleges szándék közötti különbségtételnek az eredmény-bűncselekmények tekintetében van jelentősége, hiszen a cselekmény következményeihez fűződő tudattartalomról (belenyugvás, kívánás) van szó.

## A gondatlanság felosztása
A gondatlanságon belül két kategóriát különböztetünk meg.
- Tudatos gondatlanság (luxuria): Az elkövető előre látja magatartása következményeinek a lehetőségét, de könnyelműen bízik azok elmaradásában.
- Hanyag gondatlanság (negligentia): Az elkövető nem látja előre magatartása lehetséges következményeit, mert elmulasztotta a „tőle elvárható” figyelmet vagy körültekintést.

## Magyar szabályozás
Büntető törvénykönyv.
7. § Szándékosan követi el a bűncselekményt, aki magatartásának következményeit kívánja, vagy e következményekbe belenyugszik.
8. § Gondatlanságból követi el a bűncselekményt, aki előre látja magatartásának lehetséges következményeit, de könnyelműen bízik azok elmaradásában; úgyszintén az is, aki e következmények lehetőségét azért nem látja előre, mert a tőle elvárható figyelmet vagy körültekintést elmulasztja.
A bűncselekmény főszabályként szándékosan elkövetett cselekmény. Kivételképpen a gondatlanságból elkövetett cselekmény is bűncselekmény, de csak akkor, ha a törvény a gondatlan elkövetést is büntetni rendeli.
Nincs minden bűncselekménynek gondatlan alakzata. A törvény a gondatlan elkövetést mindig enyhébben bünteti, mint a szándékos elkövetést.